# Денисов, Борис Павлович
Дени́сов Бори́с Па́влович (7 июня 1918 — 15 июня 1999) — директор Вологодского техникума железнодорожного транспорта с 1955 по 1978 годы, Почётный железнодорожник, Заслуженный учитель РСФСР, Почётный гражданин города Вологды.

## Биография
Борис Павлович родился 7 июня 1918 года в Вологде. Окончив 10 классов, в 1937 году поступил в Ленинградский институт инженеров железнодорожного транспорта.
В июле 1941 года Борис Павлович добровольцем вступил в ряды народного ополчения, был направлен на защиту Лужского рубежа. В августе — сентябре 1941 года находился на излечении по ранению в госпитале № 1185 в Вологде. После завершения лечения его направили в Лепельское пехотное училище, где он обучался с октября 1941 года по январь 1942 года. После окончания трехмесячных курсов младший лейтенант Б. П. Денисов был назначен командиром роты в эстонской дивизии, которая формировалась в Камышловских лагерях под Свердловском. Через месяц был направлен в Архангельск для работы на курсах младших лейтенантов при штабе военного округа (где сначала возглавлял учебный взвод, затем был назначен заместителем командира роты), а осенью 1943 года — в Кострому в Военно-транспортную академию, однако в ноябре того же года был списан из армии.
С ноября 1943 года работал военруком, с 1945 года — преподавателем специальных дисциплин («Изыскания и строительство железных дорог») в Вологодском техникуме железнодорожного транспорта. В 1945 году продолжил учёбу и в 1946 году экстерном закончил Ленинградский институт инженеров железнодорожного транспорта. В мае 1949 года стал заместителем директора по учебной работе, а в мае 1955 года — директором Вологодского техникума железнодорожного транспорта и находился в этой должности до 1978 года. С 1978 по 1989 годы продолжал работать в техникуме преподавателем специальных дисциплин.
В 1956—1980 годах Борис Павлович был депутатом городского Совета. Дважды избирался членом исполкома городского Совета.
Решением исполнительного комитета Вологодского городского Совета депутатов трудящихся от 18 мая 1972 года № 181 Денисову Борису Павловичу присвоено звание Почётного гражданина города Вологды «За большую работу по развитию городского хозяйства, коммунистическому воспитанию трудящихся, активное участие в общественной жизни города и в связи с празднованием 825-летия города».
Борис Павлович скончался 15 июня 1999 года. Похоронен на Пошехонском кладбище Вологды.

## Награды и звания
- Орден «Красной Звезды»
- Орден Отечественной войны II степени
- Орден «Знак Почёта»
- медали
- Заслуженный учитель РСФСР
- Почётный железнодорожник
- Почётный гражданин города Вологды (1972)